# Олимпия Манчини
Олѝмпия Манчѝни (на италиански: Olimpia Mancini, на френски: Olympe Mancini; * 11 юли 1638, Рим, Папска държава; † 9 октомври 1708, Брюксел, Испанска Нидерландия) e чрез брак графиня на Соасон. Известна е с бурния си живот във френския двор и е майка на известния пълководец принц Евгений.
Тя е втората по възраст от петте известни сестри Манчини, които заедно с двете си братовчедки Мартиноци са известни в двора на Луи XIV като Мазаринетки, тъй като техният чичо е министър-председателят на краля, кардинал Джулио Мазарини. Тя също е замесена в различни дворцови интриги, включително скандалната Афера с отровите, която води до експулсирането ѝ от Франция.

## Произход
Олимпия е родена и израстнала в Рим като дъщеря на барон Микеле Лоренцо Манчини (* 1602, † 1656), некромант, алхимик и астролог, и на Джеронима/Джиролама Мазарини (* 1614, † 1656), сестра на кардинал Мазарини. Има трима братя и шест сестри:
- Лаура (* 1636, † 1675), съпруга на Луи дьо Бурбон, херцог на Вандом
- Паоло Джулио (* 1636, † 1652 или 1654)
- Мария (* 1639, † 1715), първата голяма любов на крал Луи IV, съпруга на Лоренцо Колона, принц на Палиано
- Филипо Джулио (* 1641, † 1707), херцог на Невер (от 1660), рицар на Ордена на Светия Дух и лейтенант от Първа рота на кралските мускетари (преди граф Д'Артанян), съпруг на Диан Габриел Дама
- Маргарита (* 1643)
- Алфонсо (* 1644, † 1658)
- Хортензия (* 1646, † 1699), съпруга на Арман-Шарл дьо ла Порт, херцог дьо Ла Мейлере, любовница на Чарлз II
- Анна (* 1647)
- Мария Анна (* 1649, † 1714) съпруга на Морис Годфроа дьо Ла Тур д'Оверн, херцог на Буйон, племенник на известния маршал на Франция Тюрен, покровителка на Жан льо Лафонтен

Семейство Манчини не са единственото семейство от жени, които кардинал Мазарини приема във френския двор. Другите братовчедки на Олимпия са дъщерите на по-голямата му сестра. Най-голямата, Лаура Мартиноци, се омъжва за Алфонсо IV д'Есте, херцог на Модена, и е майка на Мария Беатриче д'Есте, втора съпруга на Джеймс II. По-младата, Анна Мария Мартиноци, се омъжва за Арман, принц на Конти.

## Биография

### Кралска фаворитка
Кардинал Мазарини извиква своите племеннички във Франция през септември 1647 г., за да ги омъжи. Младите италианки стават другарки в игрите на младия крал Луи XIV, а Олимпия става една от неговите първи фаворитки. Кралският двор разбира за връзката им в края на 1654 г., когато Луи я прави кралица на тържествата в последната седмица на годината.
В Париж скоро се разпространява слух, че Олимпия ще стане кралица на Франция. Майката на краля Анна Австрийска не на шега се разсърдва. Тя може да си затвори очите за голямата привързаност на сина си към племенницата на Мазарини, но не може да допусне такава сватба. На младата Олимпия, която вече има голяма власт над краля, е заповядано да напусне Париж.

### Брак
Кардинал Мазарини бързо ѝ намира мъж. През 1637 г. Олимпия се омъжва за Евгений Маврикий Савойски-Каринян, граф на Соасон и военачалник на краля. В двора графът на Соасон приема титлата „Мосю Графът“. Подобно на съпругата си, Олимпия е приета в двора като „Мадам графинята“. Бракът не е щастлив, самата Олимпия често става жертва на домашно насилие, но въпреки това тя ражда осем деца. Най-малкият ѝ син принц Евгений става знаменит пълководец, а най-големият Лудвиг Томас е възможно да е син на краля на Франция Луи XIV, тъй като е роден през август 1637 г., шест месеца след сватбата.

### Интриги
Малко след женитбата на сестра си Мария Олимпия е назначена за управителка на домакинството на кралицата и нейният авторитет е по-добър от всички други жени от двора, с изключение на принцесите по кръв. Олимпия по природа е интригантка. Малко след брака си се оказва замесена в множество дворцови интриги. Има слухове, че преди да се омъжи, е била любовница на Луи XIV за кратко време. Въпреки че не е точно красива, тя е описвана като владееща неоспорим чар. Косата ѝ е тъмна, тенът ѝ е лъскав, очите ѝ са черни и живи, а фигурата ѝ – пълна и закръглена.
След брака си тя се съюзява със снахата на краля Хенриета Анна, херцогиня на Орлеан, която е известна в двора като „Мадам“, в която кралят (вероятно) е влюбен. Тяхната връзка едва ли някога ще бъде консумирана, дори и кралицата майка да смята връзката за правилна. Когато Хенриета и Луи XIV се опитват да скрият връзката си, се казва, че Олимпия представя една от придворните дами на Хенриета, Луиза дьо Ла Валиер, за да може кралят да твърди, че присъствието му при Хенриета е търсене на вниманието на Луиза, а не на Хенриета. Олимпия се обръща срещу Луиза, но кралят се влюбва сериозно в Луиза с писмо в ущърб на Хенриета Анна.

### Аферата с отровите
През 1679 г. Олимпия се оказва замесена в знаменитата Афера с отровите. Това е голямо разследване на няколко случая на опити за отравяне, които засягат много лица, близки до Луи XIV, включително бившата му любовница маркиза Франсоаз-Атенаис, мадам дьо Монтеспан. Подобно на сестра си Мария Анна Олимпия също е засегната от скандала и е обвинена, че е отишла при Катрин Дешайе, наречена Ла Воазен – отровителка и вещица, около която се върти висшето френско общество, за да получи отрова. За да си върне благосклонността на краля, е възможно Олимпия да е планирала заговор с Ла Воазен, като е искала да отрови Луиза дьо Ла Валиер, любовница на краля, оттеглила се преди години в манастир на кармелитките. Тя стига дотам, че заплашва Луи XIV, че ако не се върне при нея, ще съжалява. Освен това Олимпия е заподозряна, че е отровила мъжа си, починал през юни 1673 г., както и испанската кралица Мария Луиза Ореланска, племенница на Луи XIV, на 12 февруари 1689 г., с която е била близка от май 1686 г.
На 23 януари 1690 г. ѝ е наредено от краля да напусне двора. И въпреки че Олимпия твърди, че е невинна, тя е принудена да бяга в Лиеж и след това в Брюксел, за да избегне ареста.

### Последни години и смърт
Олимпия се мести в Брюксел, пледирайки за невинна. Там покровителства музиканта Пиетро Антонио Фиоко, на когото отпуска пенсия от 900 лири. Пътешества из Европа със сестрите си Мария и Хортензия, посещава Англия и Испания. По време на престоя си в Англия Олимпия и Хортензия са сред многобройните метреси на крал Чарлз II.
Умира на 70-годишна възраст в Брюксел на 9 октомври 1708 г., три месеца след победата на сина ѝ Евгений в битката при Ауденарде на 11 юли 1708 г.

## Брак и потомство
∞ 24 февруари 1657 за Евгений Маврикий Савойски-Каринян (* 2 март 1633, Шамбери; † 6 юни 1673, Уна), граф на Соасон, родоначалник на кадетския клон Савоя-Соасон, доблестен военачалник на служба при Луи XIV, от когото има пет сина и три дъщери:
- Лудвиг Томас (* 15 декември 1657, Париж; † 24 август 1702, Ландау), граф на Соасон; ∞ за Урания дьо ла Крот дьо Бове, от която има седем деца
- Филип (* 1659 – 1683), абат, известен като „Абатът на Соасон“
- Лудвиг Юлий (* 1660, † 1683 в битката при Петронел срещу турците)
- Емануил Филиберт (* 1662, † 1676), херцог на Дрьо
- Принц Евгений (* 1663, † 1736), известен генерал, участва активно в Австро-турската война (1667 – 1700) г., Войната за Испанското наследство (1701 – 1714) г. и в Австро-турската война (1716 – 1718)
- Принцеса Мария Йоанна (* 1665, † 1705), мадмоазел дьо Соасон
- Принцеса Луиза Филиберта (* 1667, † 1726) мадмоазел дьо Каринян
- Принцеса Франциска (* 1668, † 1671), мадмоазел дьо Дрьо

- Децата на Олимпия
- Лудвиг Томас, граф на Соасон
- принц Евгений
- Мария Жана, мадмоазел дьо Соасон
- принц Евгений

## Интересни факти
- На нейно име е наречена женска прическа (Прическа а-ля Манчини или Прическа Олимпия)[7]